# Пухберг-ам-Шнеєберг
Пухберг-ам-Шнеєберг (нім. Puchberg am Schneeberg, дослівно: «Пух гора на Сніговій горі») — ринкове містечко, розміщене приблизно за 80 км від столиці Австрії — Відня, в окрузі Нойнкірхен федеральної землі Нижня Австрія. Населення становить 2721 осіб (на 1 січня 2023 року). Площа міста становить 83,17 км².
Курорт є одним із найвідоміших туристичних місць у Нижній Австрії. Уже в XVIII і XIX століттях Пухберг був популярним місцем для відвідувачів. Після відкриття зубчастої Шнеєберзької залізниці туризм став важливішим, ніж сільське господарство, яке традиційно було основним джерелом доходів.

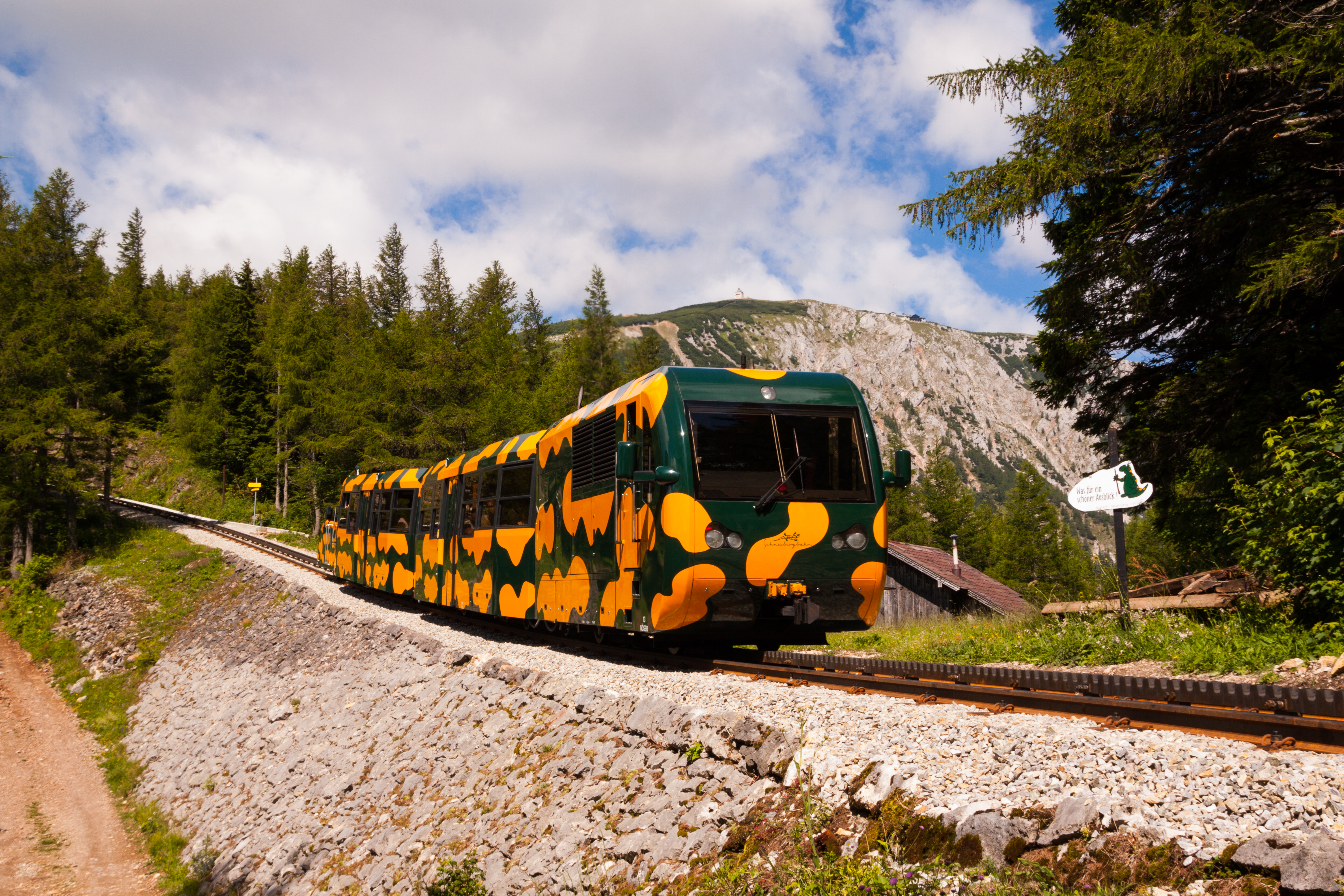
Шнеєберзька зубчаста залізниця

## Кліматичний курорт
Пухберг-ам-Шнеєберг лежить біля підніжжя гори Шнеєберг (Снігової гори) заввишки 2076 м, що є найвищою горою в Нижній Австрії. Гори, м'який, приємний клімат і чудовий ландшафт завжди приваблювали людей — імператорів, вчених, поетів, музикантів, фабрикантів, які зробили Пухберг відомим як оздоровчу лічницю та курорт ще в імперські часи. Багаті сім'ї будували тут свої вілли і поколіннями проводили тут свої літні дні.
Після інтенсивних перевірок протягом останніх кількох років у звіті Центрального інституту метеорології та геодинаміки можна знайти підсумок про те, що кліматичні умови в Пухберг-ам-Шнеєберзі змінилися в позитивну сторону. Йому присвоєно звання лікувального кліматичного курорту.

## Особи, пов'язані з Пухберг-ам-Шнеєбергом

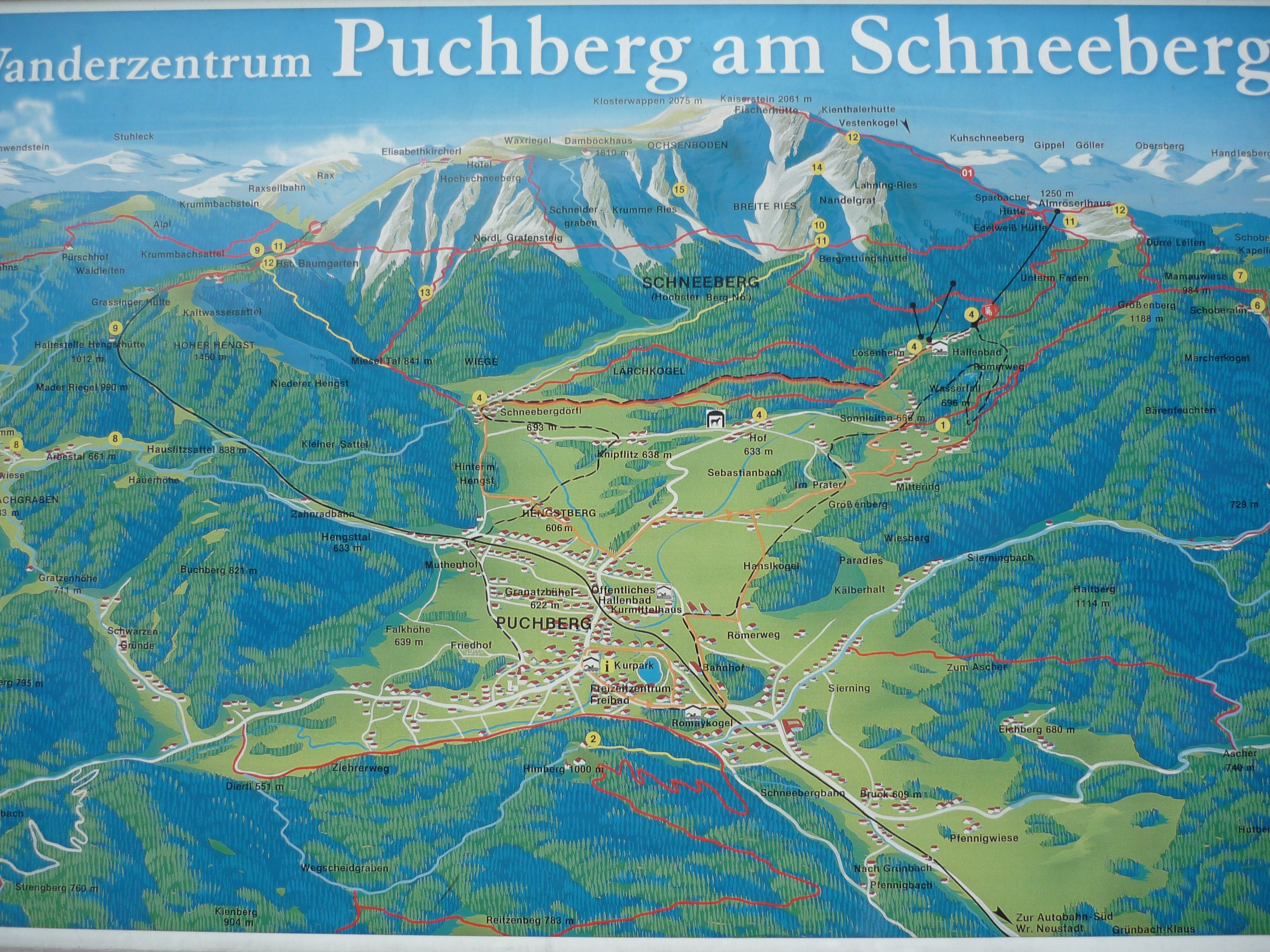
Туристична карта

- Людвіг Дамбьок (1798—1850) — фабричний робітник, діяв у Пухберзі в XIX столітті.
- Фрідріх Ербар (1827, Гільдесгайм — 1905, Глогніц) — майстер піаніно, діяв у Пухберзі в XIX столітті.
- Імператор Франц Йосиф I (1830—1916) — австрійський імператор, кілька разів відвідував Пухберг s піднявся на Cнігову гору.
- ЄІмператриця Єлизавета (1837, Мюнхен — 1898, Женева) — імператриця Австрії, кілька разів відвідувала Пухберг.
- Лео Арнольді (1843 — весна 1898, похований у Пухберг-ам-Шнеберг) — архітектор, дизайнер, керівник будівництва «Шнебергбан»/
- Карл Міхаель Цірер (1843, Відень — 1922, Відень) — придворний музичний керівник, провів літо 1915 року в Пухбергу.

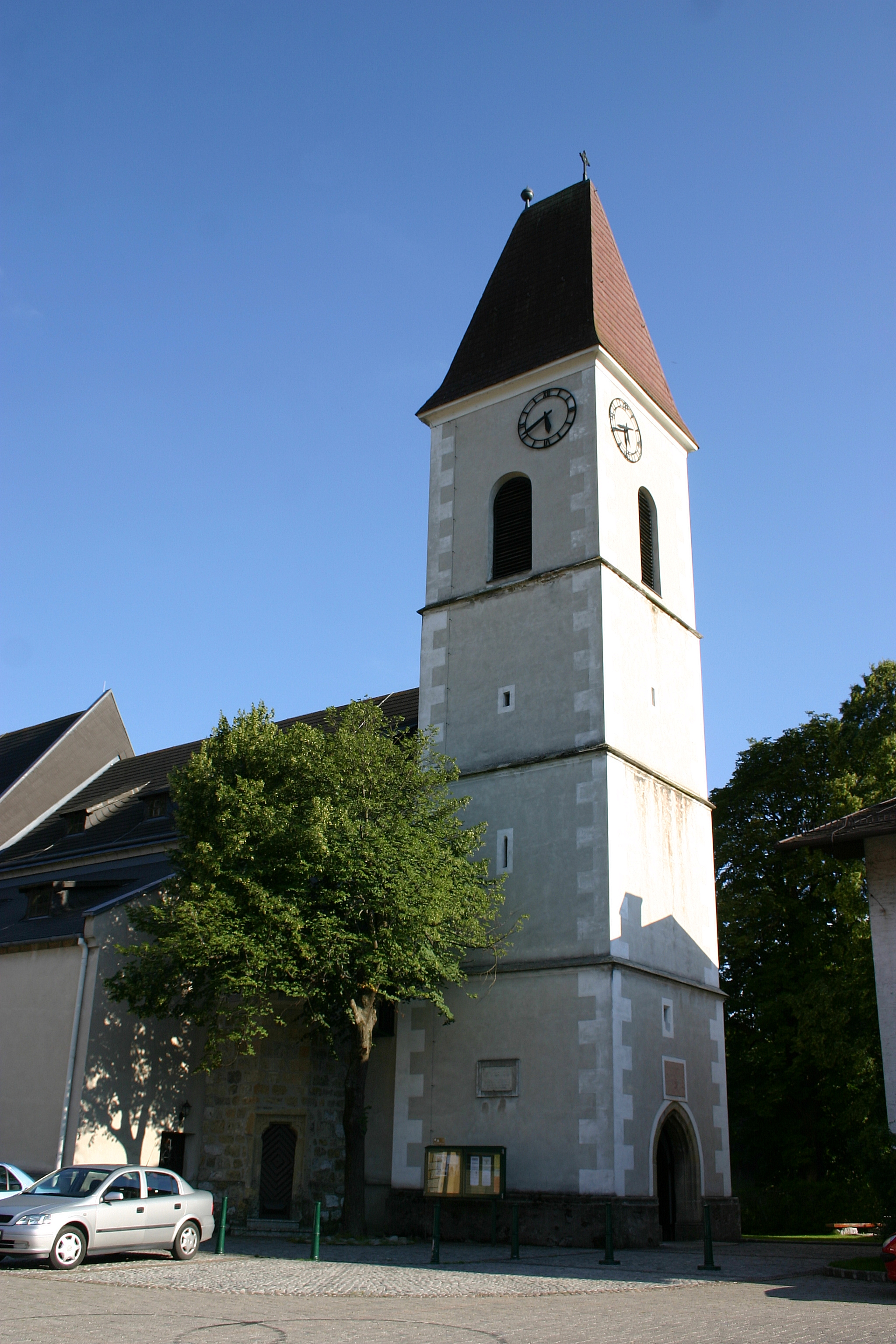
Пухберзька парафіяльна церква на Шнеєберзі

- Едмунд фон Нойсер (1852, Своржович — 1912 Бад Фішау) — лікар Арцт, збудував віллу в Пухберзі для своєї дружини/
- Оттокар барон з К'ярі[de] (1853, Прага — 1918, Пухберг) — ларинголог, орендар мисливських угідь у Пухберзі.
- Фердинанд Бюркле (1857, Бюрс — 1945, Бранднерталь) — співзасновник Віденської альпійської рятувальної служби/
- Паула Марк-Нойсер (1869, Відень — 1956, Бад-Фішау) — оперна співачка, чоловік побудував їй віллу в Пухберзі/
- Пауль Каммерер[de] (1880, Відень — 1926, Пухберг) — біолог, застрелився в Пухберзі.
- Людвіг Вітгенштайн (1889, Відень — 1951, Кембридж) — філософ, у 1923—1925 рр. викладач у Пухберзі.
- Крістін Буста (1915, Відень — 1987, Відень) — поетеса.
- Фрідеріка Майрекер (* 1924 Відень), письменниця.
- Карл Міхаель Цірер (1843, Відень — 14 листопада 1922, там само) — австрійський композитор і диригент. Автор 23 оперет, численних (понад 600) вальсів, польок і маршів.
- Ернст Яндль (1925, Відень — 2000, Відень) — поет і письменник, кілька літ у Пухберзі.